# Trauma Center (film)
A Trauma Center 2019-ben bemutatott amerikai akcióthriller, melyet Matt Eskandari rendezett. A főbb  szerepekben Bruce Willis és Nicky Whelan látható.
Az Amerikai Egyesült Államokban 2019. december 6-án mutatták be, míg Magyarországon DVD-n jelent meg szinkronizálva 2020 márciusában.

## Rövid történet
Egy elszigetelt kórházban lévő nő megpróbál életben maradni és kijutni az épületből, miközben gyilkosok vadásznak rá.

## Cselekmény
San Juanban (Puerto Rico) egy Madison Taylor (Nicky Whelan) nevű fiatal nő megsérül, amikor két korrupt zsaru, Pierce (Tito Ortiz) és Tull (Texas Battle) kereszttűzébe kerül. A nő kórházban ébred fel, és szemtanúként a rendőrség hadnagya, Steve Wakes (Bruce Willis) felel a védelméért. Madison szerencsétlensége valódi rémálommá válik, amikor Pierce és Tull értesülnek Madison tartózkodási helyéről és úgy döntenek, végeznek vele. A lezárt kórházban Madison kétségbeesetten próbálja Wakes hadnagy segítségét kérni. Viszont a nőnek egyedül kell harcolnia a túlélésért az éjszaka folyamán, hogy élve kijusson a kórházból.

## Szereplők
| Színész          | Szerep              | Magyar hang     |
| ---------------- | ------------------- | --------------- |
| Nicky Whelan     | Madison Taylor      | Zsigmond Tamara |
| Bruce Willis     | Steve Wakes nyomozó | Dörner György   |
| Tito Ortiz       | Pierce nyomozó      | Király Adrián   |
| Texas Battle     | Tull őrmester       | Varga Gábor     |
| Catherine Davis  | Emily Taylor        | Pekár Adrienn   |
| Lala Kent        | Renee               |                 |
| Sergio Rizzuto   | Marcos              |                 |
| Tyler Jon Olson  | Tony Martin nyomozó |                 |
| Jesse Pruett     | Phil, a vásárló     |                 |
| Steve Guttenberg | Dr. Jones           | Rosta Sándor    |
| Heather Johansen | Rachel nővér        |                 |

## Fordítás
- Ez a szócikk részben vagy egészben  a   Trauma Center (film) című angol Wikipédia-szócikk fordításán alapul.  Az eredeti cikk szerkesztőit annak laptörténete sorolja fel. Ez a jelzés csupán a megfogalmazás eredetét és a szerzői jogokat jelzi, nem szolgál a cikkben szereplő információk forrásmegjelöléseként.